# Bohmte
Bohmte è un comune di 12 741 abitanti, della Bassa Sassonia, in Germania.
Appartiene al circondario (Landkreis) di Osnabrück.